# ژئوسایت
ژئوسایت (به انگلیسی: Geosite) یا به آلمانی ژئوتوپ در علوم حفاظت از میراث زمین‌شناسی مورد مطالعه قرار می‌گیرد.
ژئوسایت به مکان دارای میراث زمین‌شناسی گویند. از گذشته‌های دور، برای حفاظت از مکانهای ارزشمند و مهم علمی از نظر زمین‌شناسی و ژئومورفولوژی مکانهایی تعیین و حفاظت شده‌اند که امروزه به نام ژئوسایت نامیده می‌شوند. تنوع زمین‌شناسی کم و بیش در تمامی کشورها وجود دارد. تنوع زمین‌شناسی جزو دارایی‌ها و هویت زمین‌شناسی یک کشور است و نیازمند حفاظت است. بخشی از تنوع زمین‌شناسی، میراث زمین‌شناسی به‌شمار می‌رود که این میراث را ژئوسایت گویند (نکوئی صدری ۱۳۹۳).

## ارتباط ژئوپارک با میراث زمین‌شناسی
ژئوپارک (یا زمین گردشگاه) محدوده‌ای تحت حفاظت است که علاوه بر غنای ژئوسایتها شامل مکانهای دارای آثار تاریخی، فرهنگی و تنوع طبیعت زنده (اکوسایتها) باشد و با مدیریت کارآمد و آموزش مناسب افراد محلی، با جذب گردشگر با محوریت آموزش تفریحی – تفرجی مفاهیم زمین‌شناسی و محیط زیست به عموم مردم، بتواند با تفسیر مؤثر تمامی جاذبه‌ها به پرکردن اوقات فراغت گردشگران بپردازد چنانچه این اقدامات بتواند به بهبود پایدار وضعیت اقتصادی – اجتماعی ساکنان محلی و در نهایت ملی منجر شود."
ازاینرو ژئوسایتها در داخل یک ژئوپارک و در چارچوب قوانین ژئوپارک تحت حفاظت قرار می‌گیرند.

## ارتباط جامعه محلی و ژئوسایت
مشارکت فعال مردم در امر حفاظت، اصل اساسی برای موفقیت برنامه حفاظت از میراث زمین‌شناسی و میراث ژئومورفولوژیک است شود.